# Свечин, Алексей Александрович (1865)
Алексе́й Алекса́ндрович Свечин (18 июня 1865, Тифлис — 1 апреля 1929, Париж) — русский офицер и общественный деятель, член I Государственной думы от Черниговской губернии.

## Биография
Происходил из старинного дворянского рода. Родился в семье генерал-майора Александра Алексеевича Свечина.
Окончил 3-ю Харьковскую гимназию (1883) и юридический факультет Харьковского университета (1887).
По окончании университета поступил на военную службу и 2 октября 1888 года был произведён из эстандарт-юнкеров в корнеты лейб-гвардии Гусарского полка. Прослужил в полку более 11 лет, состоял адъютантом генерал-инспектора кавалерии великого князя Николая Николаевича; 31 января 1900 года вышел в отставку в чине полковника, после чего посвятил себя общественной деятельности.
Был избран 15 февраля 1902 года председателем Черниговской губернской земской управы и в этой должности пробыл до 1906 года. Кроме того, избирался почётным мировым судьёй. Входил в либеральный кружок «Беседа» и «Союз освобождения», участвовал в земских съездах. После провозглашения Октябрьского манифеста вступил в партию кадетов, был членом ЦК и Санкт-Петербургского городского комитета партии.
В 1906 году был избран членом I Государственной думы от Черниговской губернии; входил во фракцию кадетов, состоял членом аграрной комиссии и председателем финансовой комиссии. Входил в депутацию на междупарламентском конгрессе в Лондоне.
К апрелю 1907 года достиг степени мастера в масонской ложе ВВФ «Полярная звезда».
После революции эмигрировал во Францию. Умер в пригороде Парижа Монтрее 1 апреля 1929 года. Похоронен на кладбище Пантен.